# Зотов, Степан Андреевич
Степа́н Андре́евич Зо́тов (23 ноября 1882 — 29 сентября 1938) — советский военачальник, комкор (1935).

## Биография

Могила Зотова на Новодевичьем кладбище Москвы.

Родился на хуторе Картули станицы Голубинской Второго Донского округа Области Войска Донского (ныне Калачёвского района Волгоградской области в семье донского казака. Окончил школу подпрапорщиков (1910), Тифлисское военное училище (1917), Военную академию РККА (1923) и курсы подготовки единоначальников при Военно-политической академии имени Н. Г. Толмачёва (1930).
В армии с 1904 года. Служил в 4-м Донском имени графа Платова и 3-м Донском имени Ермака Тимофеевича казачьих полках. Участник Первой мировой войны, хорунжий, за храбрость награждён четырьмя Георгиевскими крестами и тремя медалями. В Гражданскую войну — один из создателей краснопартизанских отрядов на Дону. Организовал ревком, затем красногвардейский отряд в селе Песковатка. С 1918 по 1920 год занимал должности командующего Песковатско-Кривомузгинским фронтом, командира кавалерийской бригады, помощника начальника штаба 4-й кавалерийской дивизии, начальника оперативного отдела штаба 1-го конного корпуса, начальника полевого штаба 1-й Конной армии. После войны на командных и штабных должностях. С 1925 года командовал 4-й кавалерийской дивизией, затем 4-м кавалерийским корпусом. В 1932—1934 — начальник Управления по конскому составу РККА. С 1934 года — помощник, затем заместитель инспектора кавалерии РККА. Умер в Москве в госпитале после операции. Похоронен на Новодевичьем кладбище Москвы. Справа от могилы С. А. Зотова расположена могила С. Т. Рихтера.

## Награды
- 2 ордена Красного Знамени (1921[5], 22 февраля 1930[6])
- Орден Красной Звезды (22 февраля 1938)[7]
- Медаль «XX лет Рабоче-Крестьянской Красной Армии»
- Четыре Георгиевских креста и три медали.